# Karyawangi (Parongpong)
Karyawangi is een bestuurslaag in het regentschap Bandung Barat van de provincie West-Java, Indonesië. Karyawangi telt 8441 inwoners (volkstelling 2010).